# Me enamoré
Me enamoré est une chanson de la chanteuse colombienne Shakira. La chanson est sortie comme second single pour son onzième album studio, El Dorado, et est écrite par Shakira et Rayito, qui ont également produit la chanson dans le cadre de la coproduction de Rude Boyz, Kevin ADG et AC.

## Composition
Me Enamoré raconte l’époque où elle est tombée amoureuse de son partenaire actuel Gerard Piqué, rencontré en 2010 sur le tournage du clip de "Waka Waka (This Time for Africa)  ", la chanson officielle de la Coupe du monde de football de 2010.

## Vidéoclip
Le clip a été tourné à Barcelone et est sorti le 12 mai 2017.
Le clip vidéo de la chanson a attiré l'attention des médias en raison de l'apparition de son partenaire actuel Gerard Piqué et est devenue sa vingt et unième vidéo certifiée Vevo (collaborations incluses).

## Performance commerciale
En France, Me enamoré débute au numéro 72, avant de monter au numéro 41 à la suite de la sortie du clip vidéo et culmine enfin au numéro 13 à la suite de la sortie de son onzième album. Aux États-Unis, la chanson fait son entrée au numéro 100 du Billboard Hot 100, puis culmine au numéro 83. Me enamoré atteint également le numéro 4 sur le Hot Latin Songs. La chanson atteint aussi la troisième position en Espagne, pour se vendre à 120 000 unités.

## Classement hebdomadaire[5]
| Classement                              | Meilleure position |
| --------------------------------------- | ------------------ |
| Argentine (monitor Latino)              | 3                  |
| Belgique (Ultratop Flanders)            | 28                 |
| Belgique (Ultratop Wallonie)            | 17                 |
| Bolivie (monitor Latino)                | 4                  |
| Chili (monitor Latino)                  | 2                  |
| Colombie (rapport national)             | 11                 |
| Costa Rica (monitor Latino)             | 2                  |
| Espagne (PROMUSICAE)                    | 3                  |
| Finlande Tél. (Lataulista)              | 27                 |
| France (SNEP)                           | 13                 |
| Guatemala (monitor Latino)              | 4                  |
| Mexique (monitor Latino)                | 2                  |
| Panama (monitor Latino)                 | 5                  |
| Pologne (Dance Top 50)                  | 1                  |
| Portugal (AFP)                          | 50                 |
| Pérou (monitor Latino)                  | 9                  |
| Roumanie Airplay (Media Forest)         | 7                  |
| République dominicaine (monitor Latino) | 18                 |
| Suisse (Schweizer Hitparade)            | 32                 |
| Uruguay (monitor Latino)                | 2                  |
| Écosse (Official Chart Company)         | 76                 |
| Venezuela (rapport national)            | 27                 |
| Équateur (monitor Latino)               | 12                 |
| Équateur (rapport national)             | 1                  |
| Royaume-Uni téléchargement (OCC)        | 85                 |
| États-Unis (Hot Latin Songs)            | 4                  |
| États-Unis (Hot 100)                    | 83                 |

## Certifications
| Région     | Disque de Certification | unités certifiés |
| ---------- | ----------------------- | ---------------- |
| Argentine  | Platine                 | 40 000           |
| Brésil     | Platine                 | 40 000           |
| Chili      | Platine                 | 15 000           |
| Espagne    | 3 × Platine             | 120 000          |
| États-Unis | -                       | 500 000 (SPS)    |
| France     | Or                      | 75 000           |
| Mexique    | 3 × Platine+ Or         | 210 000          |
| Pologne    | Or                      | 10 000           |
| Suisse     | Or                      | 15 000           |
| Monde      |                         | ~ 2 500 000      |